# Гуні (Ірбітський міський округ)
Гу́ні (рос. Гуни) — присілок у складі Ірбітського міського округу Свердловської області.
Населення — 133 особи (2010, 133 у 2002).
Національний склад населення станом на 2002 рік: росіяни — 95 %.